# Neiman (Automarke)
Neiman war eine deutsche Automarke.

## Beschreibung
Abram Neiman war der Konstrukteur. Als herstellendes Unternehmen nennt eine Quelle die Dipl.-Ing. Neiman & Co aus Köln. Es gab eine Zusammenarbeit mit Ernst Neumann-Neander. Bauzeit war von 1931 bis 1933. Die Stückzahl blieb gering.
Im Angebot standen Kleinwagen mit drei Rädern. Das Einzelrad war hinten.
Die erste Ausführung hatte einen luftgekühlten Einzylinder-Viertaktmotor von Triumph. Er leistete 17 PS aus 598 cm³ Hubraum. Die Motorleistung wurde über ein Dreiganggetriebe und eine Kette zum Hinterrad übertragen. Der Radstand betrug 225 cm, die Spurweite 125 cm. Das Leergewicht war mit 345 kg angegeben und die Höchstgeschwindigkeit mit 90 km/h. Der offene Roadster mit Verdeck bot Platz für zwei Personen nebeneinander.
Die zweite Ausführung von 1932 hatte einen Zweizylinder-Zweitaktmotor von DKW, der wassergekühlt war. Er leistete 14 PS aus 498 cm³ Hubraum. Das Leergewicht stieg auf 350 kg.
Die dritte Ausführung von 1933 entwickelte sich zum Framo Stromer von Framo.